# Peromyscus gratus
Peromyscus gratus is een zoogdier uit de familie van de Cricetidae. De wetenschappelijke naam van de soort werd voor het eerst geldig gepubliceerd door Clinton Hart Merriam in 1898. Ze werd ontdekt in 1892 in Tlalpam (Mexico).

## Voorkomen
De soort komt voor in Mexico en de Verenigde Staten.